# Ієрро (острів)

Прапор Ієрро

Іє́рро (ісп. El Hierro, раніше також Ferro або Isla del Meridiano) — найзахідніший та найменший з семи основних островів Канарського архіпелагу. Належить до провінції Санта-Крус-де-Тенерифе. Населення — 10 477 осіб (2005). Адміністративний центр — Вальверде.

## Географія
Острів вулканічного походження. У центрі його розташоване гірське плато з найвищою точкою Мальпасо (Malpaso) 1501 м. З плато до моря спускаються стрімкі кручі. Виняток становить невелику затоку Ель-Гольфо (El Golfo), до якого веде покритий лісом пологий спуск протяжністю 14 кілометр.

## Нульовий меридіан
Острів використовувався багатьма європейськими картографами аж до XX століття як точка відліку при визначенні географічної довготи (Меридіан Ферро). 1634 року у Франції довгота острова Ферро, як найзахіднішої точки Старого світу була прийнята за визначення нульового меридіана. Згідно з тодішніми обчисленнями, Париж перебував рівно на 20° на схід від острова, так що реальні координати обчислювалися щодо Парижа.
Пізніше було обчислено, що острів Ієрро розташований за координатами 20° 23' 9" на захід від Парижа, але поняття «меридіан Ферро» визначалося так, щоб Паризька обсерваторія знаходилася у точності на 20° сх. д. Таким чином, різниця між довготою щодо о. Ієрро та загальноприйнятим зараз Гринвіцьким меридіаном становить приблизно 17 ° 40'.

## Історія
До приходу іспанців острів населяв народ, званий бімбаче. Бімбаче були землеробами та скотарями, що не знали морської торгівлі.
Іспанці під проводом Жана де Бетанкура висадилися на острові Ієрро 1405 року. Бетанкур обіцяв поважати свободу бімбаче, тому нечисленне корінне населення острова не чинило іспанцям опору. Однак обіцянку було порушено й більшість бімбаче продано до рабства, після чого знелюднений острів заселено іспанськими та французькими поселенцями.

## Події
11 жовтня 2011 року на Канарських островах почата евакуація 547 осіб містечка Ла Рестінга через події неподалік — виверження підводного вулкана та можливого пробудження острівного вулкана.